# Aleksander-Fredro-Denkmal (Breslau)

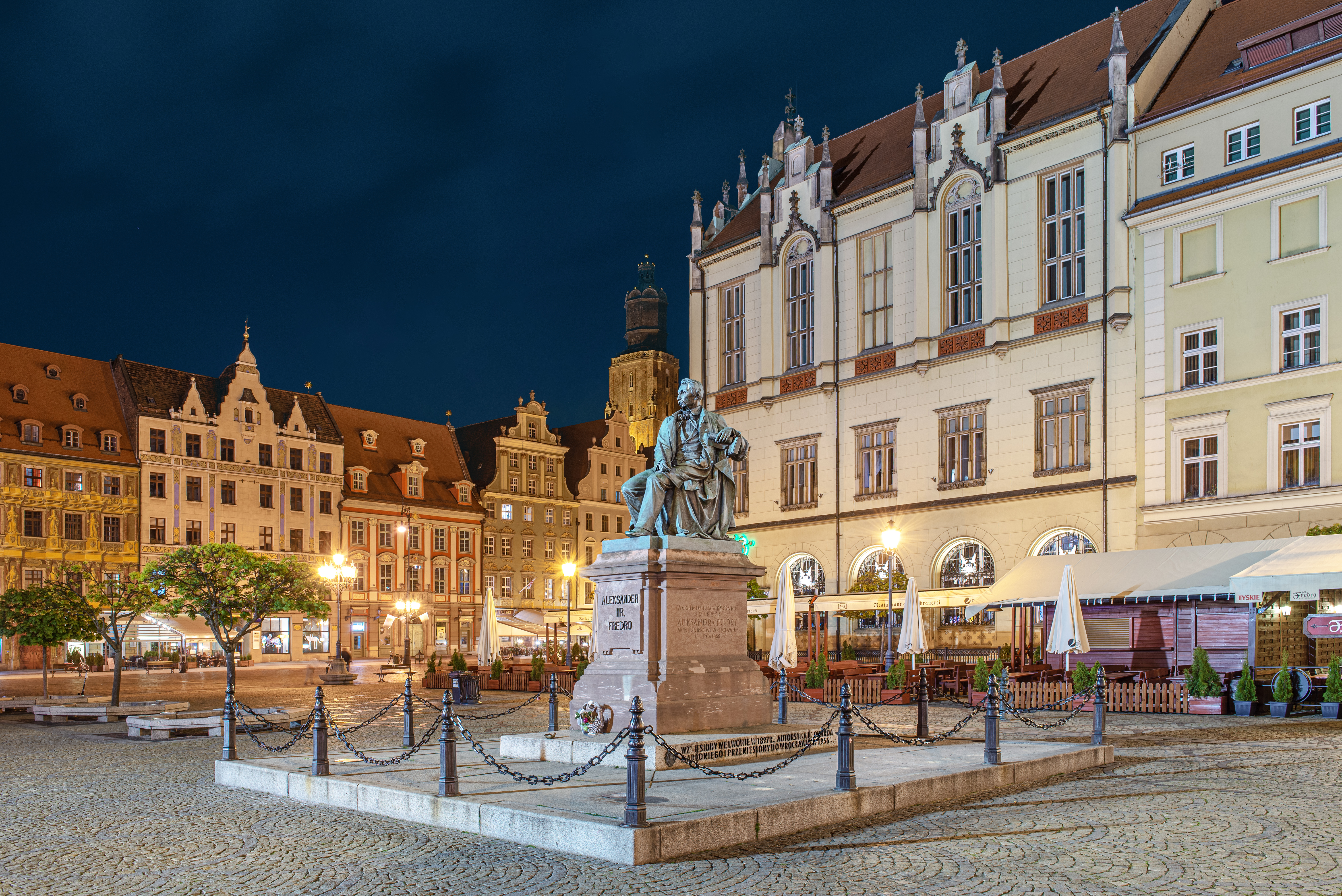
Das Alexander-Fredro-Denkmal am Großen Ring

Das Alexander-Fredro-Denkmal steht in Breslau an der Südseite des Großen Rings.

## Geschichte
Ursprünglich stand das Denkmal in Lemberg, dem heutigen Lwiw. Es wurde vom Lemberger Literatur- und Kunstkreis in Auftrag gegeben und 1879 vom polnischen Bildhauer mit italienischer Abstammung Leonard Marconi fertiggestellt. Es wurde für den berühmten polnischen Dramatiker und Komödienautor Aleksander Fredro aufgestellt.
Nach dem Zweiten Weltkrieg wurde die Statue aus Lemberg von der umgesiedelten polnischen Bevölkerung mitgenommen und kam zunächst in die polnische Hauptstadt Warschau. Erst am 15. Juli 1956 kam das Denkmal in die niederschlesische Stadt Breslau und wurde auf dem ehemaligen Standort des Denkmals für den preußischen König Friedrich Wilhelm III. aufgestellt.